# Atriplex expansa
Atriplex expansa är en amarantväxtart som beskrevs av Sereno Watson. Atriplex expansa ingår i släktet fetmållor, och familjen amarantväxter. Inga underarter finns listade i Catalogue of Life.